# Kościół ewangelicki w Ogrodzonej
Kościół ewangelicki w Ogrodzonej – kościół ewangelicko-augsburski w Ogrodzonej, w województwie śląskim w Polsce. Należy do parafii ewangelicko-augsburskiej w Cieszynie.

## Historia
Ziemia pod budowę cmentarza ewangelickiego w Ogrodzonej została przekazana przez Jana Brodę w 1873 r. Pierwszy pogrzeb odbył się na nim w 1877 r.. Budowę kaplicy cmentarnej rozpoczęto w 1876 r., systematycznie była ona rozbudowywana. W 1923  r. dokonano powiększenia jej wieży, a 13 listopada tego samego roku umieszczono na niej dzwon. 29 stycznia 1939 r. ogłoszono uchwałę o powiększeniu kaplicy, które nie doszło jednak do skutku z uwagi na wybuch II wojny światowej. Podczas trwania wojny dzwon został zdemontowany, a obrzędy religijne ograniczone do organizacji pogrzebów.
Działalność filiału parafii cieszyńskiej w Ogrodzonej została wznowiona po wojnie w dniu 25 marca 1946 r. W późniejszych latach udało się zrealizować rozbudowę kaplicy i wstawienie nowego ołtarza. Poświęcenia kaplicy dokonali 1 listopada 1976 r. księża Tadeusz Terlik z Goleszowa, Jan Noga ze Skoczowa oraz Jan Gross.
W 2005 r. z inicjatywy Rady Parafialnej podjęto starania o budowę nowego kościoła. Poświęcenia świątyni dokonał 3 września 2006 r. biskup diecezji cieszyńskiej ks. Paweł Anweiler.
Na ołtarzu znajduje się krucyfiks podarowany parafii w 2009 r. przez miejscowego artystę Andrzeja Klimowskiego.